# Хромиця
Хро́миця (болг. Хромица) — село в Кирджалійській області Болгарії. Входить до складу общини Ардино.

## Населення
За даними перепису населення 2011 року у селі проживали 47 осіб, усі — турки.
Розподіл населення за віком у 2011 році:
Динаміка населення: